# Chromatomyia shepherdiana
Chromatomyia shepherdiana är en tvåvingeart som beskrevs av Griffiths 1976. Chromatomyia shepherdiana ingår i släktet Chromatomyia och familjen minerarflugor. Inga underarter finns listade i Catalogue of Life.